# Western Dream
Western Dream е студиен албум, издаден от Боб Синклер през 2006 година. Той се превръща в най-успешния албум на Синклер, главно благодарение на сингли като „Love Generation“, който става хит номер едно в Европа и „World Hold On“, който също влиза в топ десет в редица европейски музикални класации.
В албума като гост вокалисти участват Фарел Ленън, рапърът Гари 'Неста' Пайн, Стив Едуардс, Рон Карол и MZ Toni.

## Дата на издаване
Албумът излиза на 11 юли 2006 г. в Северна Америка и се предвижда да бъде издаден в Япония, Китай и Обединеното кралство на 10 юли, но в Япония се отлага за 10 август. В Австралия и Нова Зеландия датата на издаване е 1 май. В Европа албумът излиза по-рано на пазара: в Холандия – на 24 април, във Франция – на 10 април, в Германия – на 12 май.

## Място в музикалните класации
| Класация – албум (2006)       | Място |
| ----------------------------- | ----- |
| Швеция – Топ 100              | 6     |
| Белгия – Ultratop 50          | 10    |
| Франция – Топ 200             | 11    |
| Швеция – Топ 60               | 37    |
| Холандия – MegaCharts Топ 100 | 47    |
| Австралия – ARIA Топ 100      | 80    |